# Frontenard
Frontenard ist eine französische Gemeinde im Département Saône-et-Loire in der Region Bourgogne-Franche-Comté. Sie gehört zum Arrondissement Louhans und zum Kanton Pierre-de-Bresse. Die Gemeinde hat 204 Einwohner (Stand 1. Januar 2022), sie werden Frontenaisiens, resp. Frontenaisiennes genannt.

## Geografie

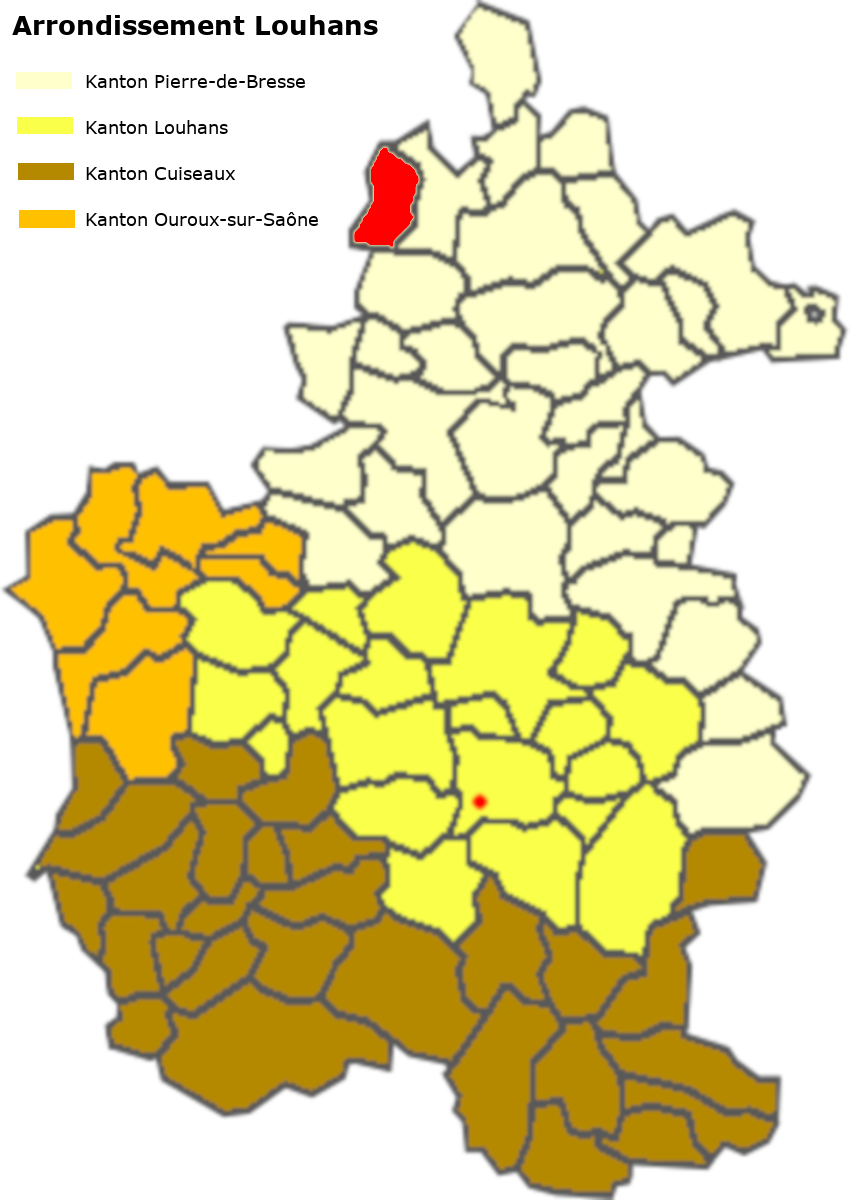
Lage der Gemeinde im Arrondissement Louhans

Die Gemeinde liegt in der Landschaft des Vallée de la Saône, lediglich die südlichen, stark bewaldeten Gebiete liegen noch in der Bresse. Der Bourg liegt auf einer Anhöhe südlich des Doubs und östlich des Flüsschens Guyotte. Die Guyotte fließt von Süden her und bildet einen Teil der östlichen Gemeindegrenze, durchquert das Gemeindegebiet und bildet einen Teil der westlichen Gemeindegrenze, um dann in Navilly in den Doubs zu münden. Entlang der südwestlichen Gemeindegrenze fließt zudem der Ruisseau de Mervins der bei La Rangée in die Guyotte mündet. In West-Ost-Richtung durchquert die Departementsstraße D73 (Pontoux–Charette-Varennes) die Gemeinde, in Nord-Süd-Richtung die D996 von Navilly nach Saint-Bonnet-en-Bresse. Die beiden Straßen kreuzen sich im Bourg von Frontenard. Die Gemeinde ist im Süden stark bewaldet, ein größeres Waldstück findet sich sonst lediglich noch entlang der Guyotte, südöstlich von Frontenard. Rund die Hälfte des Gemeindegebietes ist Überschwemmungsgebiet und steht nach starken Regenfällen unter Wasser. Zur Gemeinde gehören folgende Weiler und Fluren: l’Abergement, la Bouchardière, la Culière, la Faye, Mervin, la Motte, la Palouse, les Piochis, au Pont, la Rangée, la Recule, les Taillis-Bobin, Teppe-au-Ryard, la Vie-Gravée.

### Klima
Das Klima in Frontenard ist warm und gemäßigt. Es gibt das ganze Jahr über deutliche Niederschläge, selbst der trockenste Monat weist noch hohe Niederschlagsmengen auf. Die Klassifikation des Klimas nach Köppen und Geiger ist Cfb ((Gemäßigtes) Ozeanklima). Die Temperatur liegt im Jahresdurchschnitt bei 11,9 °C. Der wärmste Monat ist der Juli mit einer Durchschnittstemperatur von 21,0 °C, der kälteste der Januar mit 3,2 °C. Über ein Jahr verteilt summieren sich die Niederschläge auf 1065 mm, dabei ist der November mit 110 mm der niederschlagsreichste, während Juli und August als trockenste Monate 78 mm aufweisen. Über das ganze Jahr werden etwa 2699 Sonnenstunden gezählt.
|                        | Jan | Feb | Mär  | Apr  | Mai  | Jun  | Jul  | Aug  | Sep  | Okt  | Nov  | Dez |   |      |
| Mittl. Temperatur (°C) | 3,2 | 3,8 | 7,5  | 11,1 | 15,0 | 19,1 | 21,0 | 20,6 | 16,9 | 12,8 | 7,3  | 4,0 | ⌀ | 11,9 |
| Mittl. Tagesmax. (°C)  | 6,2 | 7,6 | 11,9 | 15,8 | 19,4 | 23,8 | 25,8 | 25,5 | 21,5 | 16,9 | 10,5 | 6,8 | ⌀ | 16   |
| Mittl. Tagesmin. (°C)  | 0,5 | 0,4 | 3,1  | 6,2  | 10,2 | 14,0 | 16,0 | 15,7 | 12,6 | 9,0  | 4,3  | 1,4 | ⌀ | 7,8  |
|                        |     |     |      |      |      |      |      |      |      |      |      |     |   |      |
| Niederschlag (mm)      | 90  | 77  | 77   | 88   | 96   | 81   | 78   | 78   | 87   | 103  | 110  | 100 | Σ | 1065 |

| 0,5 |

| 0,4 |

| 3,1 |

| 6,2 |

| 10,2 |

| 14,0 |

| 16,0 |

| 15,7 |

| 12,6 |

| 9,0 |

| 4,3 |

| 1,4 |

| 0,5 |

| 0,4 |

| 3,1 |

| 6,2 |

| 10,2 |

| 14,0 |

| 16,0 |

| 15,7 |

| 12,6 |

| 9,0 |

| 4,3 |

| 1,4 |

## Toponymie
Der Name geht zurück auf die gallorömische Eigentumsbezeichnung Frontiniacum – dem Frontinus gehörend – und ist seit 1093 als Frontena bezeugt, 1118 wird ein Garoldus de Frontiniaco erwähnt. In der Umgebung finden sich noch Frontenaud im Département Saône-et-Loire und Frontenay im Département Jura, die auf dieselbe Namensgebung zurückblicken.

## Geschichte
Seit dem 13. Jahrhundert ist eine Burg in Frontenard belegt, die Ortsbezeichnung Motte hat sich bis heute gehalten. 1491 erhielt die Gemeinde eine Grundordnung von Oudet de Reigner und seiner Gattin Jeanne de Vienne. Gemäß dieser Grundordnung hatten die Einwohner das Wasser im Schlossgraben mit Ruten zu schlagen, um zu vermeiden, dass die Frösche quakten, während die Dame schlief. Später ging die Herrschaft an wechselnde Besitzer über, Charles de Sauliez, Christophe Bouton, Pierre Mareschal und andere, schließlich 1729 an François de Truchis und seine Gattin Dame Catherine de Chanteret. Am 16. August 1636 massakrierte eine Bande die Bevölkerung, legte Feuer und das Dorf brannte bis auf ein einziges Haus nieder.
1721 wurde erstmals eine Schule erwähnt, 1779 bestanden je eine Knaben- und eine Mädchenschule. 1828 befand sich diese hinter der Kirche, später gegenüber, bis sie in den 1850er Jahren mit der Mairie zusammen im Gebäude der heutigen Gemeindeverwaltung untergebracht wurde. Die Kirche besteht aus Ziegelsteinen und stammt aus dem 15. Jahrhundert, Chor und Südkapelle sind in Flamboyantstil erbaut. Die Kirche wurde im 18. und 19. Jahrhundert erweitert und renoviert, sie ist dem Heiligen Martin geweiht. 1830 bestand ein Café an der Kreuzung im Dorf, in der zweiten Hälfte des 19. Jahrhunderts war in jedem der Eckhäuser an der Kreuzung eine Schenke untergebracht. Eine Mühle an der Guyotte brannte 1914 ab. 1988 bestanden noch 17 Landwirtschaftsbetriebe.

### Die Herren von Frontenard
In Frontenard befand sich eine Kastellanei, die direkt dem Herzog von Burgund, später dem König von Frankreich unterstand.
Im 15. Jahrhundert war Oudet de Régnier Kastellan in Frontenard.  Er war mit einer de Vienne verheiratet.
Im 16. Jahrhundert waren die Kastellane: Antoine de Saubiez, Charles de Saubiez, Christophe Bouton und Pierre Mareschal.
Im 17. Jahrhundert folgten: Nicolas Mathieu, Maire von Chalon, Edme Vadot, Echevin von Chalon. Seine Ehefrau, Abigaïl Mathieu war bereits zweimal verheiratet und wurde nun wieder Witwe. Sie überließ 1624 die Herrschaft, die Kastellanei und die Burg ihrem Bruder Nicolas Mathieu, stellvertretender Gerichtsherr der Vogtei Chalon-sur-Saône. 1664 erscheint Jeanne Mailly, die Witwe von Nicolas Mathieu und 1692 Henry Louis de Fourcy († 22. Juli 1713), Maître des requêtes mit seiner Ehefrau Jeanne de Villers  (* 1. April 1668, † 21. November 1727).
Im 18. Jahrhundert wurde das Lehen übernommen durch Antoine Hiacinte de Mainville, Comte von Marigny und seine Ehefrau, Catherine Gabrielle Elisabeth de Fourcy. Am 20. Juni 1729 erwarben Jean François de Truchis (* 12. Februar 1682), Offizier bei den Gendarmes de la garde und seine Ehefrau Catherine de Chanteret († 13. Oktober 1737) das Lehen Frontenard. Das Lehen verblieb seither im Besitz der Familie de Truchis.
Mit der Französischen Revolution 1789 wurden die Vorrechte des Adels abgeschafft, sie behielten lediglich noch ihre Titel.

## Bevölkerung
| Frontenard: Einwohnerzahlen von 1793 bis 2021 | Frontenard: Einwohnerzahlen von 1793 bis 2021 | Frontenard: Einwohnerzahlen von 1793 bis 2021 | Frontenard: Einwohnerzahlen von 1793 bis 2021 | Frontenard: Einwohnerzahlen von 1793 bis 2021 |
| --- | --------------------------------------------- | --------------------------------------------- | --------------------------------------------- | --------------------------------------------- |
| Jahr |                                               |                                               |                                               | Einwohner                                     |
| 1793 | 1793                                          |                                               | 466                                           | 466                                           |
| 1800 | 1800                                          |                                               | 553                                           | 553                                           |
| 1806 | 1806                                          |                                               | 445                                           | 445                                           |
| 1821 | 1821                                          |                                               | 563                                           | 563                                           |
| 1831 | 1831                                          |                                               | 582                                           | 582                                           |
| 1836 | 1836                                          |                                               | 545                                           | 545                                           |
| 1841 | 1841                                          |                                               | 545                                           | 545                                           |
| 1846 | 1846                                          |                                               | 565                                           | 565                                           |
| 1851 | 1851                                          |                                               | 566                                           | 566                                           |
| 1856 | 1856                                          |                                               | 598                                           | 598                                           |
| 1861 | 1861                                          |                                               | 595                                           | 595                                           |
| 1866 | 1866                                          |                                               | 603                                           | 603                                           |
| 1872 | 1872                                          |                                               | 630                                           | 630                                           |
| 1876 | 1876                                          |                                               | 627                                           | 627                                           |
| 1881 | 1881                                          |                                               | 631                                           | 631                                           |
| 1886 | 1886                                          |                                               | 645                                           | 645                                           |
| 1891 | 1891                                          |                                               | 630                                           | 630                                           |
| 1896 | 1896                                          |                                               | 600                                           | 600                                           |
| 1901 | 1901                                          |                                               | 628                                           | 628                                           |
| 1906 | 1906                                          |                                               | 619                                           | 619                                           |
| 1911 | 1911                                          |                                               | 633                                           | 633                                           |
| 1921 | 1921                                          |                                               | 563                                           | 563                                           |
| 1926 | 1926                                          |                                               | 523                                           | 523                                           |
| 1931 | 1931                                          |                                               | 479                                           | 479                                           |
| 1936 | 1936                                          |                                               | 446                                           | 446                                           |
| 1946 | 1946                                          |                                               | 444                                           | 444                                           |
| 1954 | 1954                                          |                                               | 407                                           | 407                                           |
| 1962 | 1962                                          |                                               | 337                                           | 337                                           |
| 1968 | 1968                                          |                                               | 280                                           | 280                                           |
| 1975 | 1975                                          |                                               | 246                                           | 246                                           |
| 1982 | 1982                                          |                                               | 235                                           | 235                                           |
| 1990 | 1990                                          |                                               | 220                                           | 220                                           |
| 1999 | 1999                                          |                                               | 220                                           | 220                                           |
| 2006 | 2006                                          |                                               | 224                                           | 224                                           |
| 2010 | 2010                                          |                                               | 234                                           | 234                                           |
| 2015 | 2015                                          |                                               | 230                                           | 230                                           |
| 2021 | 2021                                          |                                               | 206                                           | 206                                           |
| Quelle(n): EHESS/Cassini bis 2006, ab 2009 INSEE Anmerkung(en): • Ab 1962 offizielle Zahlen ohne Einwohner mit Zweitwohnsitz • Höchste Einwohnerzahl 1886 mit 645, tiefste Einwohnerzahl 2020 mit 208 (32,2 % vom Maximum) |                                               |                                               |                                               |                                               |

| Bevölkerungsstruktur | Anzahl Einwohner | männlich | weiblich | davon Ausländer | Anteil % |
| -------------------- | ---------------- | -------- | -------- | --------------- | -------- |
|                      | 206              | 101      | 105      | 3               | 1,5      |

| Männer | Alterstufe | Frauen |
| ------ | ---------- | ------ |
| 0      | 90 + älter | 1      |
| 17     | 75–89      | 10     |
| 26     | 60–74      | 31     |
| 23     | 45–59      | 21     |
| 13     | 30–44      | 11     |
| 10     | 15–29      | 17     |
| 12     | 0–14       | 13     |

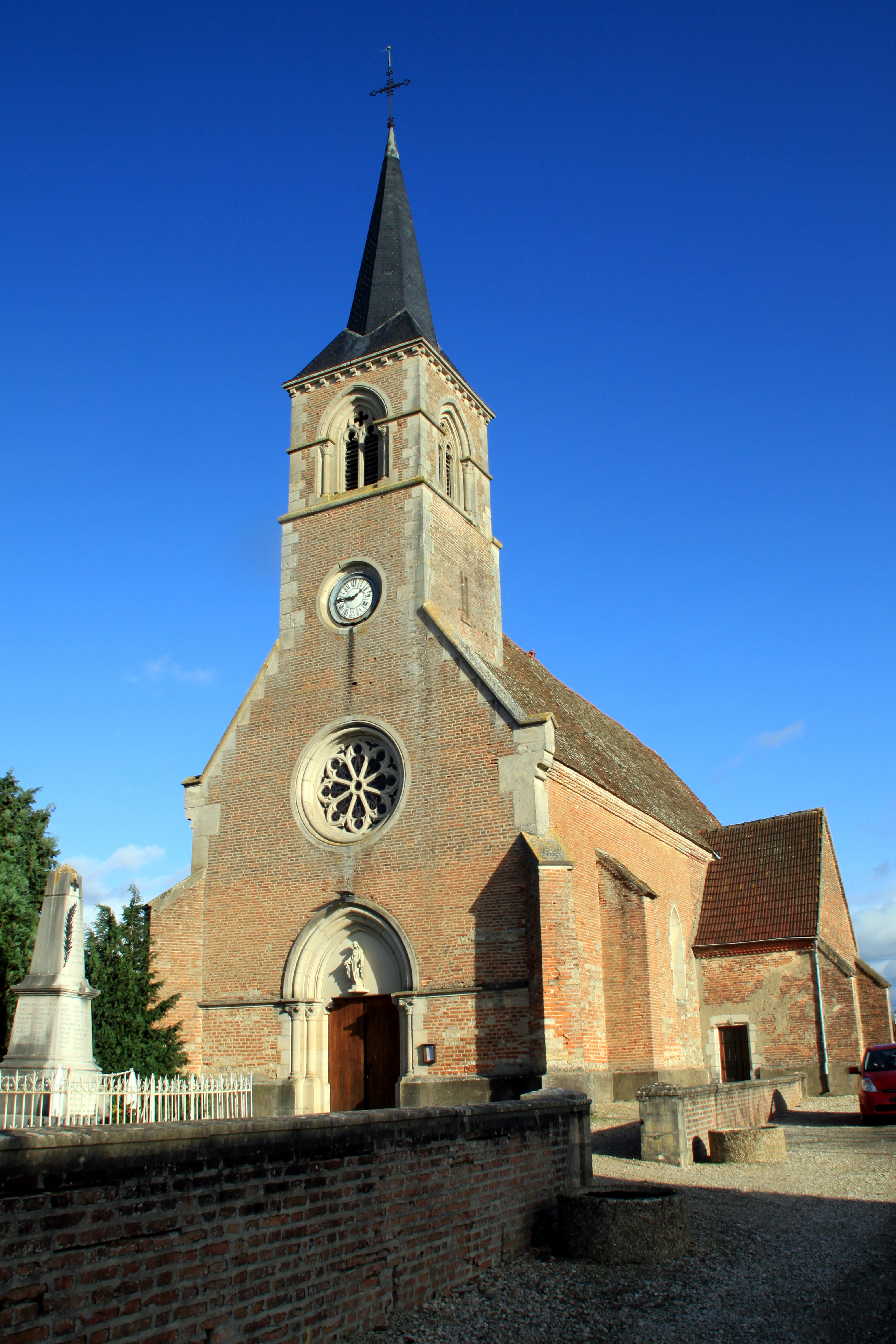
Kirche Saint-Martin von Frontenard

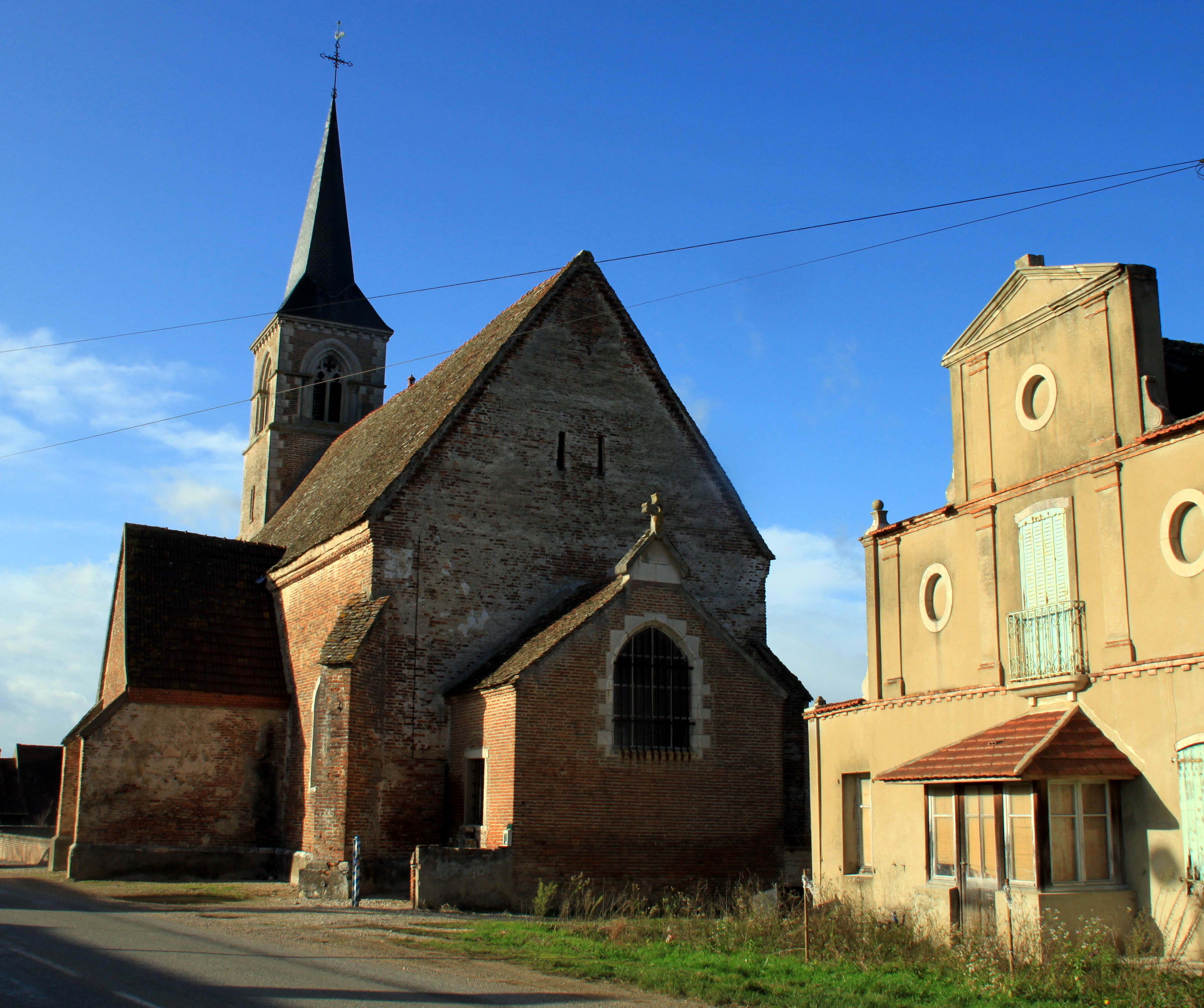
Frontenard Kirche und altes Schulhaus

Die Bevölkerungsstruktur zwischen Männern und Frauen ist nahezu ausgeglichen, wobei 37 % der Bevölkerung jünger als 45 Jahre sind. Demgegenüber sind 41 % der Einwohner älter als 60 Jahre und damit im Rentenalter.
| Wohnstruktur               | Anzahl Wohneinheiten | davon Häuser | Wohnungen | sonstige |
| -------------------------- | -------------------- | ------------ | --------- | -------- |
|                            | 147                  | 141          | 2         | 4        |
| davon Hauptwohnsitz        | 104                  |              |           |          |
| Zweit- oder Ferienwohnsitz | 13                   |              |           |          |
| vakant                     | 30                   |              |           |          |

## Wirtschaft und Infrastruktur
In der Gemeinde befinden sich nebst Mairie und Kirche folgende Unternehmen nach Branchen:
| Branche                                                           | Anzahl Betriebe |
| ----------------------------------------------------------------- | --------------- |
| Industrie und verarbeitendes Gewerbe                              |                 |
| Baugewerbe                                                        | 2               |
| Groß- und Einzelhandel, Verkehr, Beherbergung und Gastronomie     | 4               |
| Information und Kommunikation                                     | 1               |
| Finanz- und Versicherungsdienstleistungen                         |                 |
| Grundstücks- und Wohnungswesen                                    | 1               |
| Freiberufliche, wissenschaftliche und technische Dienstleistungen | 2               |
| Öffentliche Verwaltung, Unterricht, Gesundheits- und Sozialwesen  | 3               |
| Sonstige Dienstleistungen                                         | 1               |
| Land- und Forstwirtschaftsbetriebe                                | 8               |

In der Gemeinde befinden sich ein Coiffeursalon, ein Bauhandwerker und ein Maler/Gipser, ferner zwei Krankenschwestern, ein Mehrzwecksaal und ein Restaurant. Mit den Gütern des täglichen Bedarfs versorgen sich die Einwohner in Pierre-de-Bresse oder Seurre.

### Geschützte Produkte in der Gemeinde
Als AOC-Produkte sind in Frontenard Volaille de Bresse und Dinde de Bresse zugelassen.

### Bildungseinrichtungen
In der Gemeinde besteht eine École maternelle, die der Académie de Dijon untersteht und von 16 Kindern besucht wird. Für die Schule gilt der Ferienplan der Zone A.